# Heilig Geist (Oldenburg)
Die Kirche Heilig Geist ist eine römisch-katholische Filialkirche der Pfarrgemeinde St. Willehad in der niedersächsischen Großstadt Oldenburg. Das Gotteshaus gehört zum Bistum Münster, wurde als Saalkirche im Stil der Moderne errichtet und bietet 250 Gläubigen Platz.

## Geschichte
Im vorrangig protestantischen Oldenburg wuchs vor dem Ersten Weltkrieg die Zahl der Industriearbeiter und ihrer Familien im Vorort Osternburg stark an und betrug etwa 1.500 Katholiken. Der Wunsch nach einer eigenen Kirche konnte erst in der Nachkriegszeit durch starke finanzielle Unterstützung der katholischen Kirche in Oldenburg verwirklicht werden.
Die vom Architekten Friedrich Heuer (Bremen) entworfene neue Kirche wurde 1928/29 (zusammen mit dem Pfarrhaus) gebaut und am 20. Januar 1929 vom Bischöflichen Offizial Lambert Meyer geweiht. Nach dem Zukauf von benachbarten Grundstücken kamen ein Kindergarten 1950 und ein Pfarrheim 1970 hinzu. Der Neubau beider Gebäude erfolgte 1972 bzw. 1993. Die Kirche Heilig Geist ist ein schlichter Backsteinbau mit einem kleinen Glockenturm.
Das Gotteshaus Heilig Geist war zuerst ein Teil der einzigen Oldenburger katholischen Kirchengemeinde St. Peter, wurde 1952 eigenständige Pfarrei und ist seit 2008 eine Filialkirche nach der Fusion mit der Pfarrkirche St. Willehad. Zur Prävention von sexuellem Missbrauch von Kindern und Jugendlichen erarbeitete 2019 eine Steuerungsgruppe im Auftrag des Pfarreirates dieser Kirchen ein institutionelles Schutzkonzept, das alle fünf Jahre überprüft und bei Bedarf modifiziert wird.
Am 1. Januar 2024 schlossen sich die drei Oldenburger Pfarren St. Willehad, St. Josef und St. Marien sowie fünf Kirchengemeinden aus benachbarten Landkreisen zusammen zum Katholischen Kirchenverband „Pastoraler Raum Oldenburg-Delmenhorst“ mit Sitz in Oldenburg.   

## Glocken
Im Gegensatz zu größeren Gotteshäusern mit drei, vier oder fünf Glocken hängt im Turm der Kirche Heilig Geist (Oldenburg) nur eine einzige Glocke.
Mit einem Durchmesser von 47 cm wurde die Glocke mit dem Schlagton as2 im Jahr 1928 gegossen.

## Orgel
Die Firma Heinrich Rohlfink (Osnabrück) baute 1937 die Kirchenorgel (II+P/15) unter der Verwendung von Bestandteilen einer ehemaligen Seminarorgel. Einzelne vakante Register konnten erst nachträglich eingefügt werden. Otto Ritter (Goldenstedt) stimmte das Instrument 1942 erneut.
Die Orgel wurde durch Alfred Führer (Wilhelmshaven) 1971 gereinigt, 1982 renoviert und 1996 durch Einbau eines neuen Gebläses repariert. Die Firma Orgelbau Siegfried Sauer (Höxter-Ottbergen) restaurierte und ergänzte 2010 die Orgel (II+P/16).
Das Instrument besitzt ein Hauptwerk (C - f3), ein Schwellwerk (C - f3) und ein Pedal (C - d1). Außerdem gibt es pneumatisch gesteuerte Membranladen und eine Kegellade im II. Manual (Stand: 12. Februar 2021).